# Křižovatka smrti (film, 1995)
Křižovatka smrti (v anglickém originále The Crossing Guard) je americký dramatický film z roku 1995. Režisérem filmu je Sean Penn. Hlavní role ve filmu ztvárnili Jack Nicholson, David Morse, Anjelica Huston, Robin Wright Penn a Piper Laurie.

## Ocenění
Anjelica Huston byla za svou roli v tomto filmu nominována na Zlatý glóbus a SAG Award.

## Obsazení
| Jack Nicholson    | Freddy Gale  |
| David Morse       | John Booth   |
| Anjelica Huston   | Mary         |
| Robin Wright Penn | Jojo         |
| Piper Laurie      | Helen Booth  |
| Richard Bradford  | Stuart Booth |
| Priscilla Barnes  | Verna        |
| David Baerwald    | Peter        |